# Arachnura

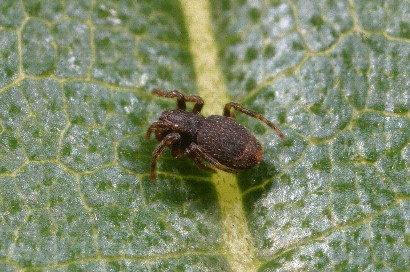
Male A. logio

Arachnura es un género de arañas que teje su telaraña en espiral circular de Australasia, con una especie que se encuentran en África y Madagascar.
Estas arañas imitan las ramas o las hojas muertas, gracias al color amarronado y a apéndices. Se quedan en el medio de su tela día y noche. 
Cuando se les molesta, curvan su cola, pero esta cola es totalmente inofensiva, ya que no están estrechamente relacionados con el orden Scorpiones . Las mordeduras son raras, y dan lugar a síntomas menores como dolor local e hinchazón.
Las hembras tienen entre 1 y 3 cm de longitud, los machos alcanzan sólo 2 mm y no tienen cola.
Entre los nombres comunes encontramos araña con cola, araña escorpión con cola y araña escorpión. En japonés, A. logio se la conoce como Kijiro o-hiki-gumo. A. feredayi es comúnmente conocida como Araña con cola de los bosques. A. higginsi a veces aparece en gran número cerca de agua en Australia.

## Nombre
El nombre del género viene del Griego ἀρὰχνη (arachne) "araña" y οὐρὰ (ura) cola.

## Especies
- Arachnura angura Tikader, 1970 — India
- Arachnura caudatella Roewer, 1942 — New Guinea, Queensland
- Arachnura feredayi (L. Koch, 1872) — Australia, Tasmania, New Zealand
- Arachnura heptotubercula Yin, Hu & Wang, 1983 — China
- Arachnura higginsi (L. Koch, 1872) — Australia, Tasmania
- Arachnura logio Yaginuma, 1956 — China, Japan
- Arachnura melanura Simon, 1867 — India to Japan and Sulawesi
- Arachnura perfissa (Thorell, 1895) — Myanmar
- Arachnura pygmaea (Thorell, 1890) — Nias Islands
- Arachnura quinqueapicata Strand, 1911 — Aru Islands
- Arachnura scorpionoides Vinson, 1863 — Congo, Ethiopia, Madagascar, Mauritius
- Arachnura simoni Berland, 1924 — New Caledonia
- Arachnura spinosa (Saito, 1933) — Taiwán